# صامويل أندرسون
صامويل أندرسون (بالإنجليزية: Samuel Anderson)‏ (و. 1984  م) هو ممثل أفلام من المملكة المتحدة، وإنجلترا، ولد في برمينغهام.

## التعليم
تعلم في Academy of Live and Recorded Arts ‏.

## وصلات خارجية
- صامويل أندرسون على موقع IMDb (الإنجليزية)
- صامويل أندرسون على موقع قاعدة بيانات برودواي على الإنترنت (الإنجليزية)
- صامويل أندرسون على موقع قاعدة بيانات الفيلم (الإنجليزية)

- صامويل أندرسون في قاعدة بيانات الأفلام على الإنترنت